# Zbrojar Z-10
Zbrojar Z-10 (ukrajinsky Зброяр Z-10) je odstřelovací puška ráže 7,62 × 51 mm NATO odvozená z typu ArmaLite AR-10 vyráběná ukrajinskou firmou Zbrojar.

## Historie

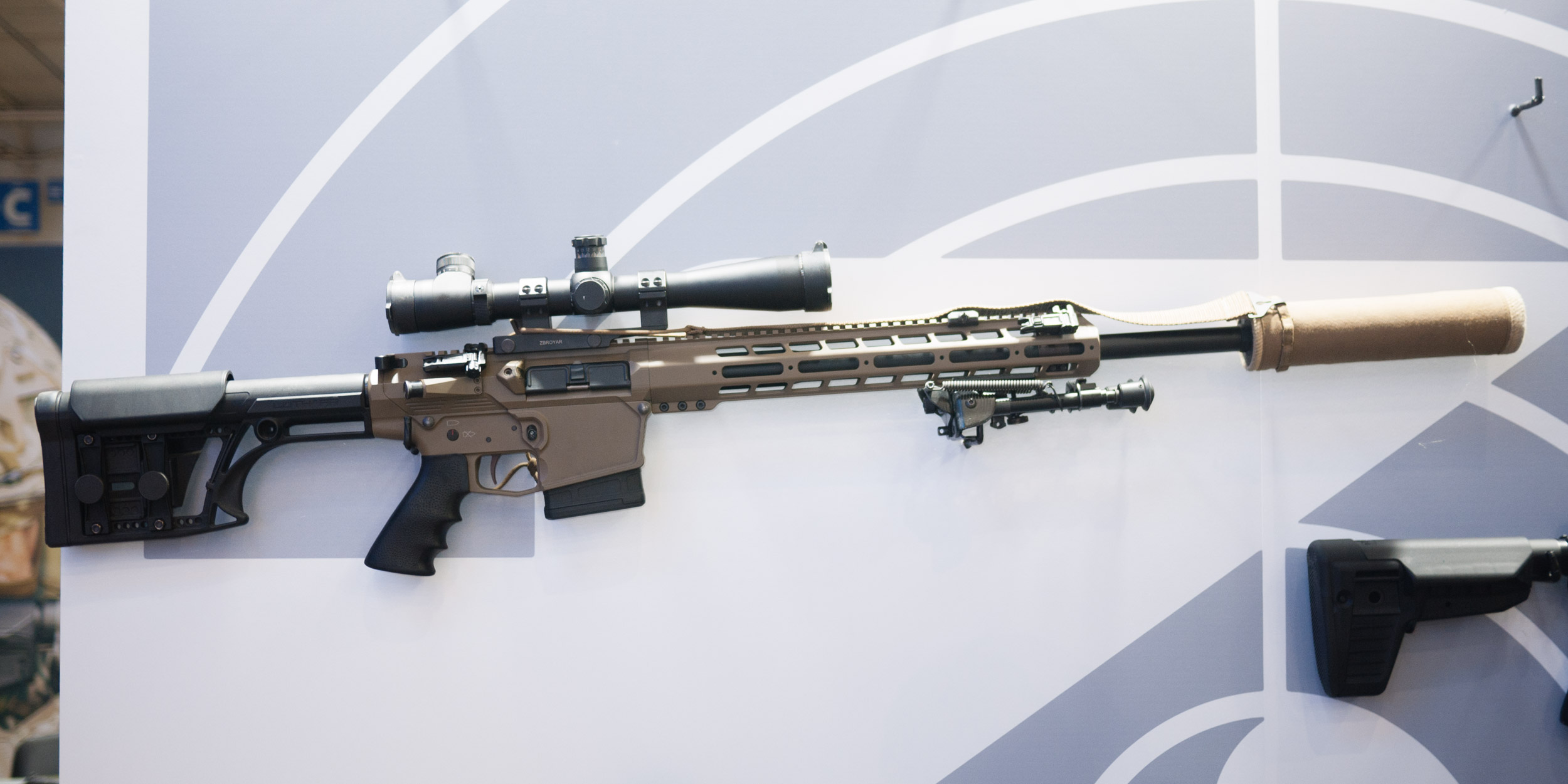
UAR-10 s tlumičem

První pušky Z-10 byly vyrobeny v květnu 2012.
Počátkem jara 2014 byla firma plně soběstačná ve výrobě pouzder závěru, nosičů závorníku a plynových systémů, ale hlavně pro vyráběné zbraně byly dovážené, nakupované především v USA a Španělsku. V souvislosti s devalvací hřivny v letech 2014-2015 byly hlavně nakupovány pouze v malých sériích. Po vypuknutí války na východní Ukrajině na jaře 2014 Zbrojar zintenzivnil spolupráci s vedením státních struktur Ukrajiny, aby se podílel na vojenských zakázkách.
V říjnu 2015 byly zveřejněny fotografie, na nichž vojáci 79. vzdušné útočné brigády používali dvě pušky Z-10 vybavené optickými zaměřovači, dvojnožkami, pažbami Luth-AR a rukojeťmi Ergogrip.
V srpnu 2017 bylo zmíněno používání pušek Z-10 vojenským personálem ozbrojených sil Ukrajiny během bojů v Donbasu, později vyšlo najevo, že 82 pušek Z-10 na vlastní náklady zakoupil a vojákům předal Petro Porošenko.
25. srpna 2017 generální ředitel společnosti Zbrojar S. Gorban v rozhovoru uvedl, že společnost zvládla sériovou výrobu pušky Z-10 a je schopna samostatně vyrábět 85 % jejích dílů. 1. září téhož roku Gorban v rozhovoru upřesnil, že společnost zvládla samostatnou výrobu 87 % součástí Z-10, ale polotovary pro výrobu hlavní a některé další komponenty se stále dovážejí. Dodal také, že společnost nabízí pušku Z-10 jako náhradu
za odstřelovací pušky SVD sovětské výroby, které byly dosud ve výzbroji ukrajinských vojenských sil a bezpečnostních orgánů, a že již dvě pušky předala ministerstvu obrany ke zkouškám. Kromě toho byly pušky zakupovány a během bojů na Donbasu používány jednotlivými příslušníky ozbrojených sil, pohraniční služby a SBU.
V roce 2018 byla puška Z-10 komorovaná pro náboj 7,62 × 51 mm oficiálně zavedena do výzbroje ozbrojených sil Ukrajiny pod označením 7,62mm samonabíjecí odstřelovací puška UAR-10. Dne 8. listopadu 2019 plukovník Vladislav Šostak, představitel Odboru vojensko-technického plánování a vývoje zbraní a vojenské techniky Ministerstva obrany Ukrajiny, uvedl, že v roce 2019 již vojáci obdrželi přibližně 600 odstřelovacích pušek UAR-10 a UAR-008.

## Uživatelé
- Ukrajina: Ozbrojené síly Ukrajiny[12]